# 米洪平和条約
米洪平和条約（べいこうへいわじょうやく、英語: U.S.–Hungarian Peace Treaty）は、第一次世界大戦後の1921年8月29日にブダペストで締結された、アメリカ合衆国とハンガリー王国の間の講和条約。
条約が締結された理由は、アメリカ合衆国上院がトリアノンで締結された多国間条約の批准に同意しなかったことであり、その結果アメリカはトリアノン条約とは別にハンガリーとの講和条約を締結した。批准公文は1921年12月17日にブダペストで交換され、条約は同日に発効した。1926年5月8日、条約は国際連盟の条約集に登録された。

## 背景
第一次世界大戦ではオーストリア＝ハンガリー帝国がアメリカ合衆国を含む連合国に敗れた。アメリカ政府は1917年12月7日にオーストリア＝ハンガリーに宣戦布告していた。大戦末期の1918年、オーストリア＝ハンガリー帝国が解体し、ハンガリーはハンガリー民主共和国として独立、1920年には王国に変更したが王位は空位で、摂政が国を治めた。
1919年、勝利した連合国はパリ講和会議を開き、中央同盟国との平和条約を起草した。会議ではハンガリー政府との平和条約が成立した。アメリカ政府も条約に署名したが、アメリカ合衆国上院はアメリカの国際連盟への参加に抗議して、条約の批准を拒否した。
その結果、アメリカとハンガリーは国際連盟と関連せずに二国間平和条約を締結するための交渉を開始した。1921年7月2日、アメリカ大統領ウォレン・ハーディングは合衆国議会が採決したノックス＝ポーター決議に署名、アメリカとドイツ、オーストリア、ハンガリーの戦争状態を終わらせ、平和条約締結の交渉を加速させた。米洪平和条約は、その1か月後の8月29日に締結された。

## 内容
- 第1条：ハンガリー政府はトリアノンで締結された講和条約を批准した連合国諸国が有する権利と特権をアメリカ政府にも与える。
- 第2条：トリアノン条約のうち、アメリカに適用する条約を指定する。
- 第3条：両国はブダペストで批准公文を交換する[1]。

## その後
条約は国際連盟の監督外で米洪協力を行う土台を築いた。その結果、アメリカ政府はトリアノン条約でハンガリー政府に課された賠償の軽減に部分的に協力することとなった。
1924年11月26日にはワシントンD.C.で付属条約が締結された。付属条約ではアメリカ、オーストリア、ハンガリー人で構成される委員会を設立して、その委員会がオーストリアとハンガリー政府からアメリカへ支払われる賠償金の金額を決定することが定められた。